# Papa Stour
Papa Stour és una illa localitzada a l'arxipèlag de les Shetland, a Escòcia. L'illa té una població d'unes 20 persones, algunes de les quals han immigrat des d'una petició per a residents en els anys 70. El principal assentament de l'illa és Biggings, des d'on hi ha ferries que parteixen cap a West Burrafirth, a l'illa de Mainland.
L'illa ocupa una superfície de 828 hectàrees i la seva altitud màxima sobre el nivell del mar és de 87 metres.
El costat oest de l'illa és un lloc d'especial interès científic i els mars que envolten l'illa són una zona especial de conservació.

## Història
El nom de l'illa deriva del nòrdic antic Papey Stóra, que significa "gran illa dels papar" (monjos gaèlics), en distinció a Papa Little
Papa Stour és el tema d'un manuscrit redactat en 1299 en nòrdic antic, que constitueix el document sobre les Shetland més vell encara conservat. El manuscrit narra el dramàtic incident a la casa del duc Hakon Magnusson, posteriorment rei Hakon V de Noruega.
L'any 2005 la població havia caigut fins als 20 habitants, després de seriosos desacords entre els illencs que van arribar als tribunals, i que va propiciar que un cert nombre de persones abandonés l'illa i l'escola tanqués. .